# Gößler Wand

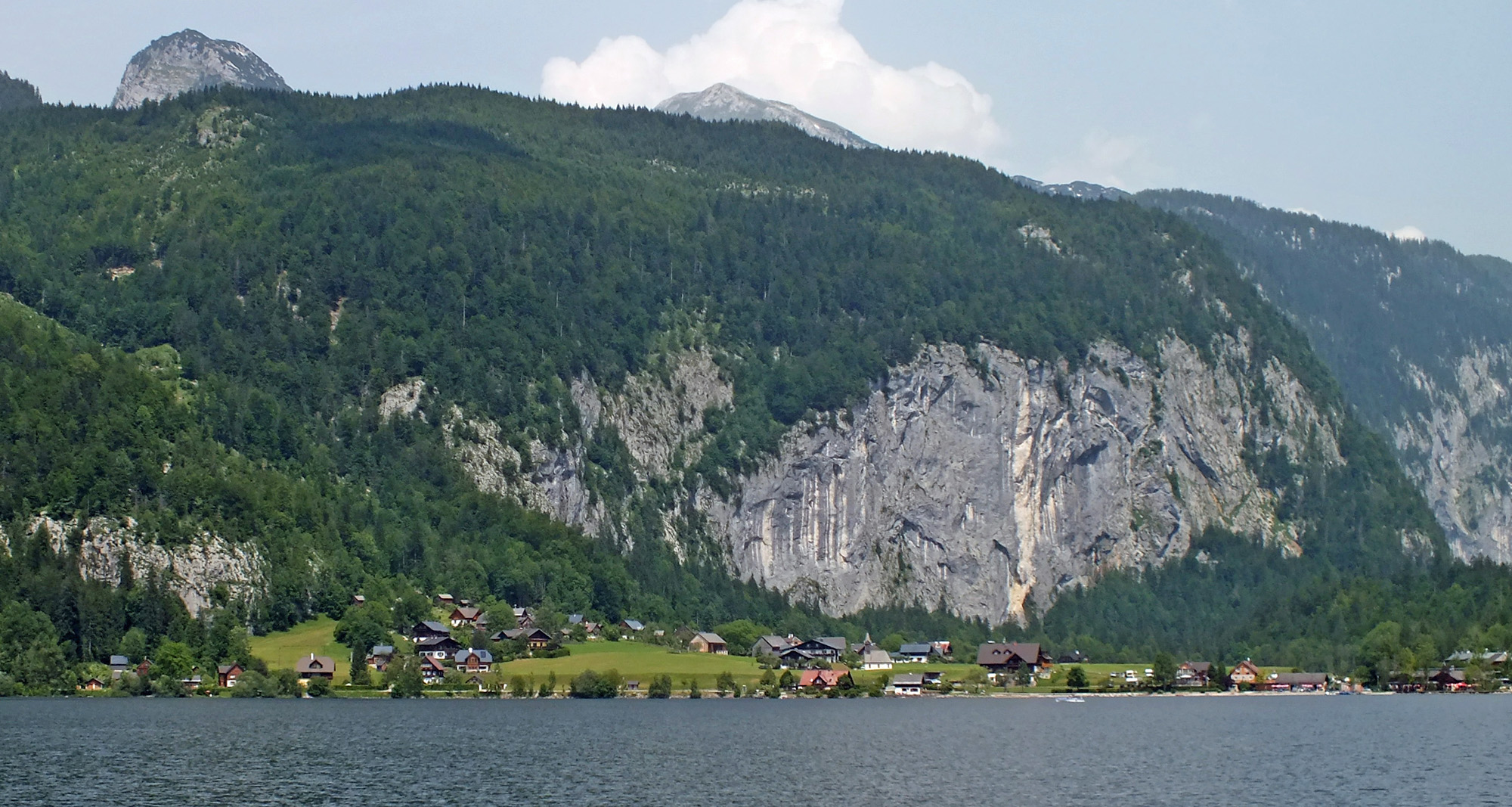
Gößler Wand vom Grundlsee aus gesehen

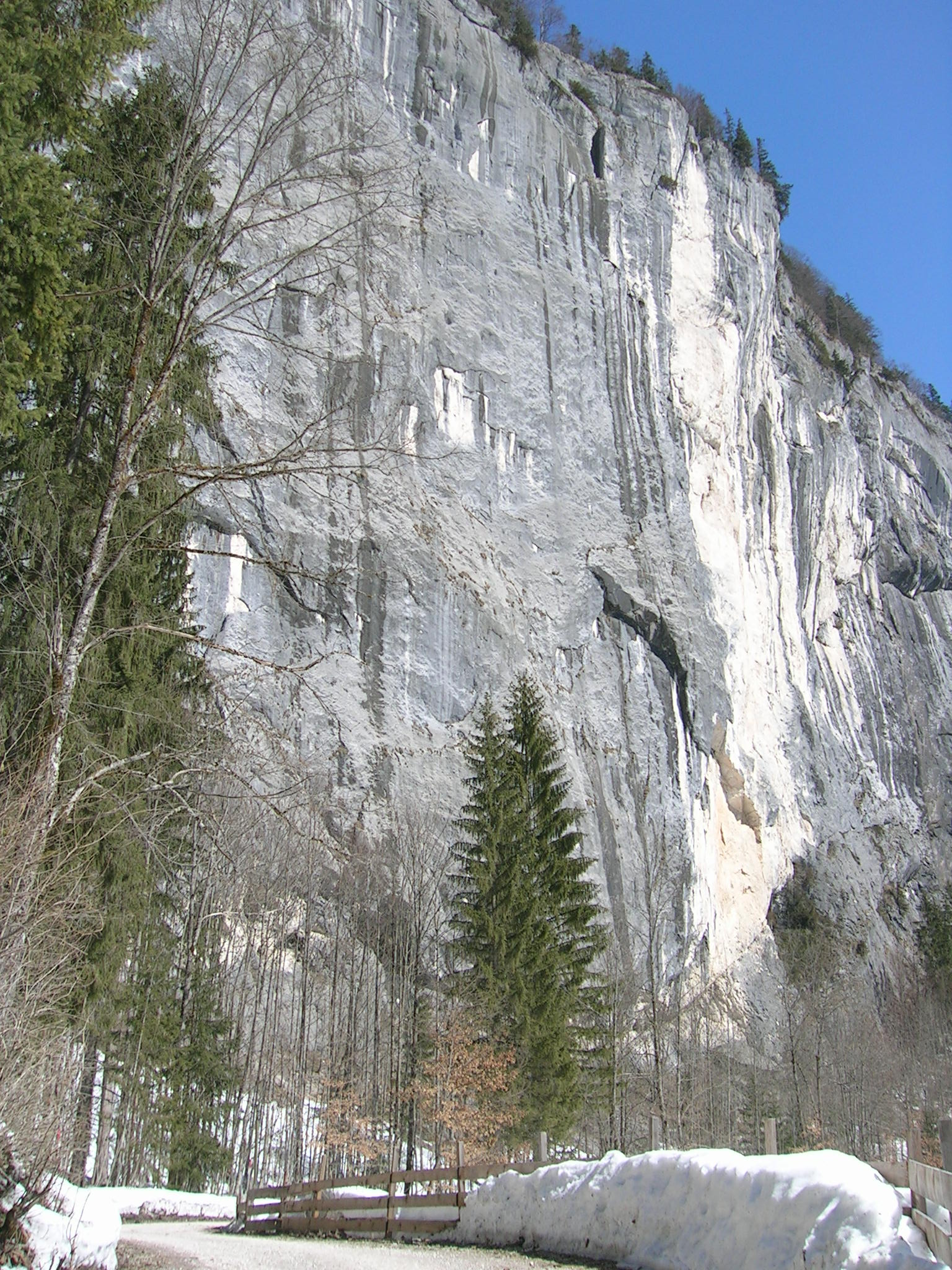
Gößer Wand von Gößl aus gesehen

Die Gößler Wand (906 m ü. A.) ist eine Felswand aus Kalkstein nördlich der Ortschaft Gößl in der steirischen Gemeinde Grundlsee im Bezirk Liezen.

## Beschreibung
Die Gößler Wand ist eine etwa 180 Meter hohe und einen Kilometer lange Felswand aus Dachstein-Riffkalk (Trias) im Toten Gebirge. Sie zieht sich vom Dorf Gößl am Grundlsee entlang des Trogtales der Toplitz bis zum Toplitzsee.
Die Gößler Wand ist die Abbruchkante einer Bruchfuge, die sich vom Grundlsee über den Toplitzsee bis nach Windischgarsten durch das Tote Gebirge zieht. Diese Störungslinie ist als Toplitzstörung in der Fachliteratur bekannt.

## Flora
In der Gößler Wand kommt das Österreichische Zierliche Federgras (Stipa eriocaulis subsp. austriaca) vor. Es ist das einzige derartige Vorkommen in der Steiermark.

## Geschichte
Die Gößler Wand wurde am 21. Mai 2005 durch die Extrembergsteiger und Geschwister Alexander und Thomas Huber, die als „Huberbuam“ bekannt wurden, über die ‚Via Gabrielli' mit neun Zwischenbolts im Rotpunkt erstmals bestiegen.

## Nutzung

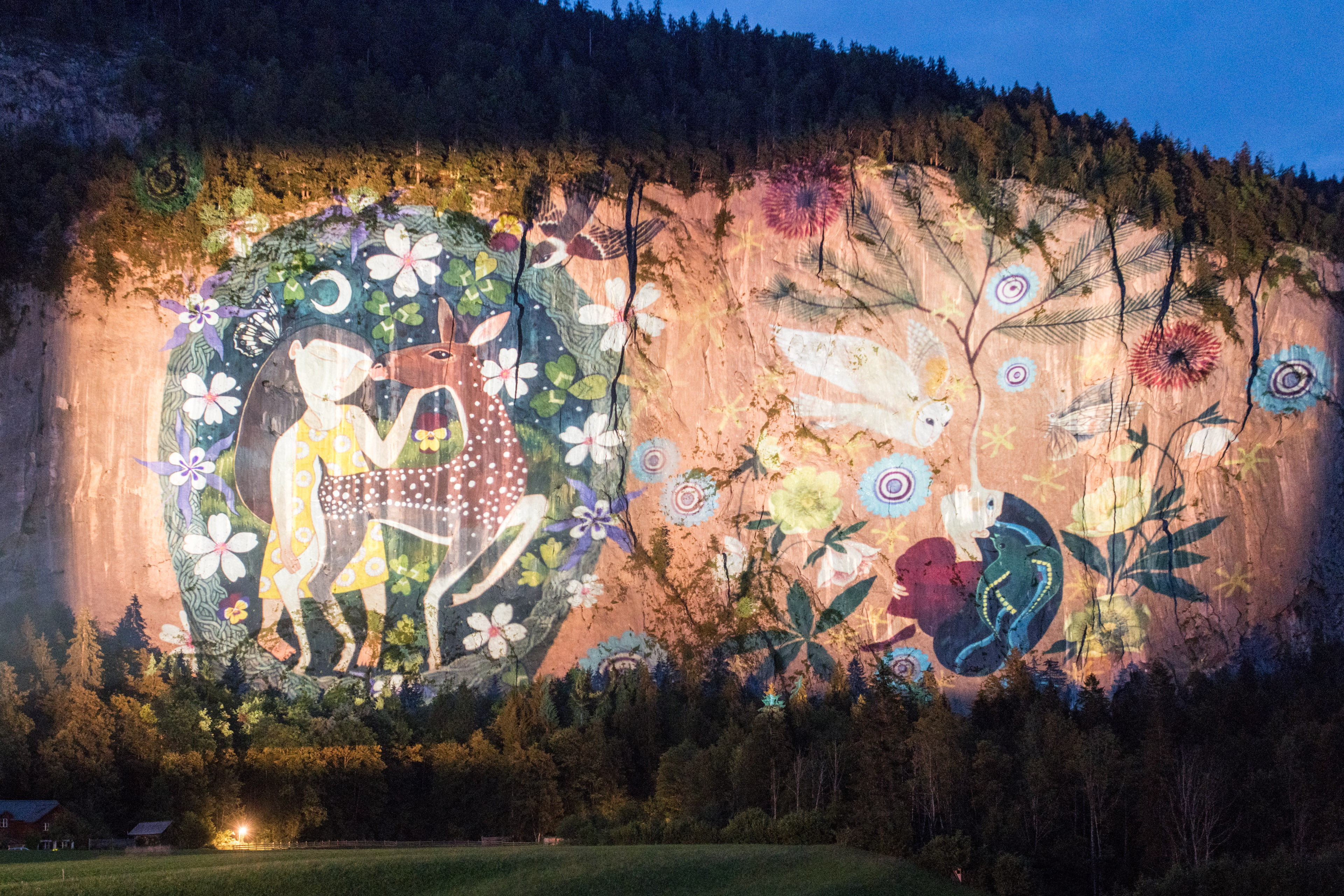
Lichtprojektion auf die Gößler Wand beim Sprudel, Sprudel & Musik Festival 2018

Die Wand wird heute als Klettergarten genutzt und wird in zwei Sektoren aufgeteilt. Im Sektor 1 befinden sich vier Vorstiegsrouten, wobei zwei davon Mehrseillängen sind, im Sektor 2 befinden sich zehn Vorstiegsrouten und eine Mehrseillänge.
Beim regelmäßig stattfindenden Sprudel, Sprudel & Musik – Festival in Gössl werden nach Einbruch der Dunkelheit Bilder auf die Gößler Wand projiziert.